# John Douglas (réalisateur)
Pour les articles homonymes, voir John Douglas.
John Douglas est un réalisateur américain. Membre de l'agence Newsreel, il coréalise notamment trois documentaires avec Norman Fruchter et Robert Kramer.

## Filmographie
- 1969 : Summer '68 (avec Norman Fruchter)
- 1969 : People's War (avec Norman Fruchter et Robert Kramer)
- 1975 : Milestones (avec Robert Kramer)